# Tomba Moretti

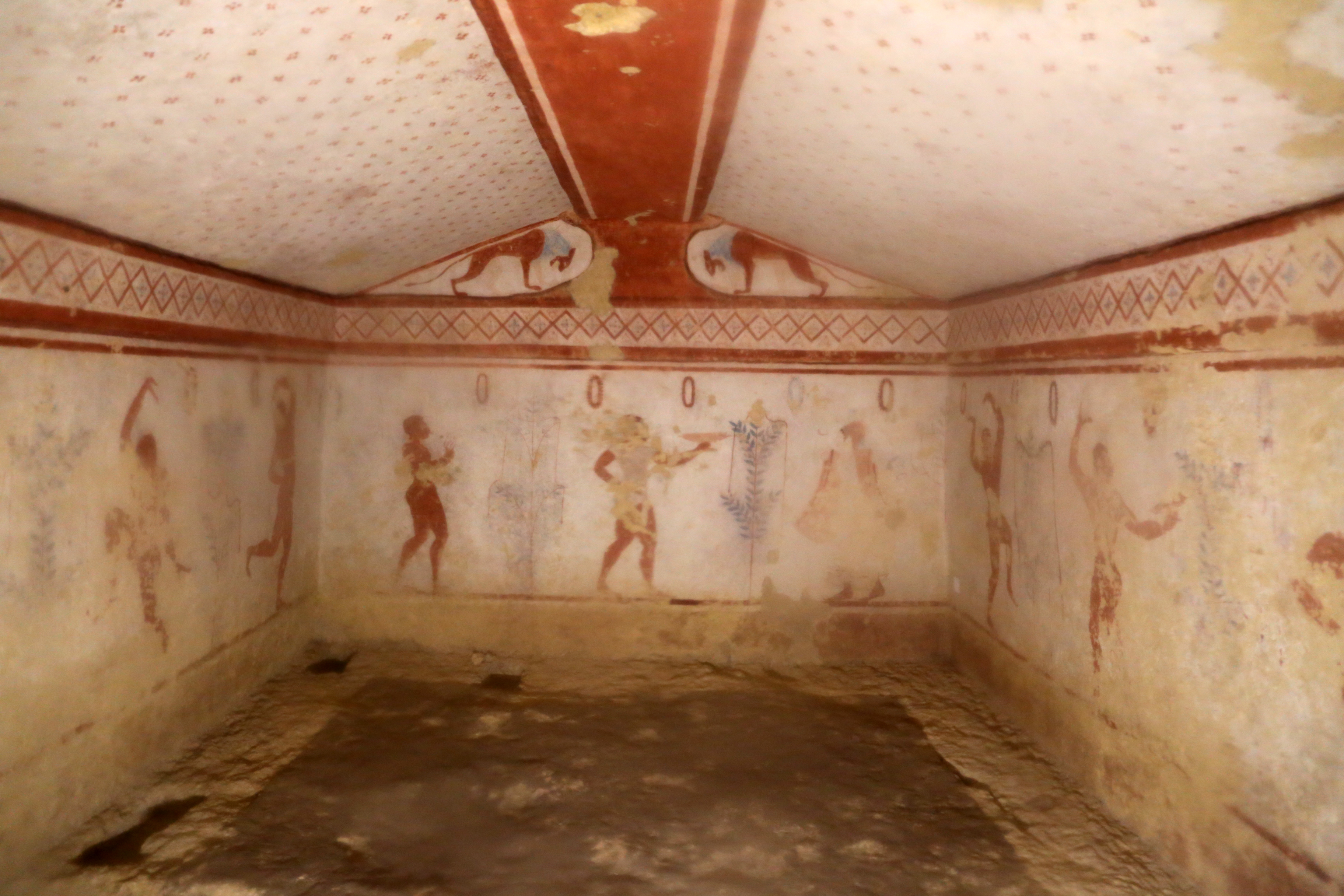
Rückwand des Grabes

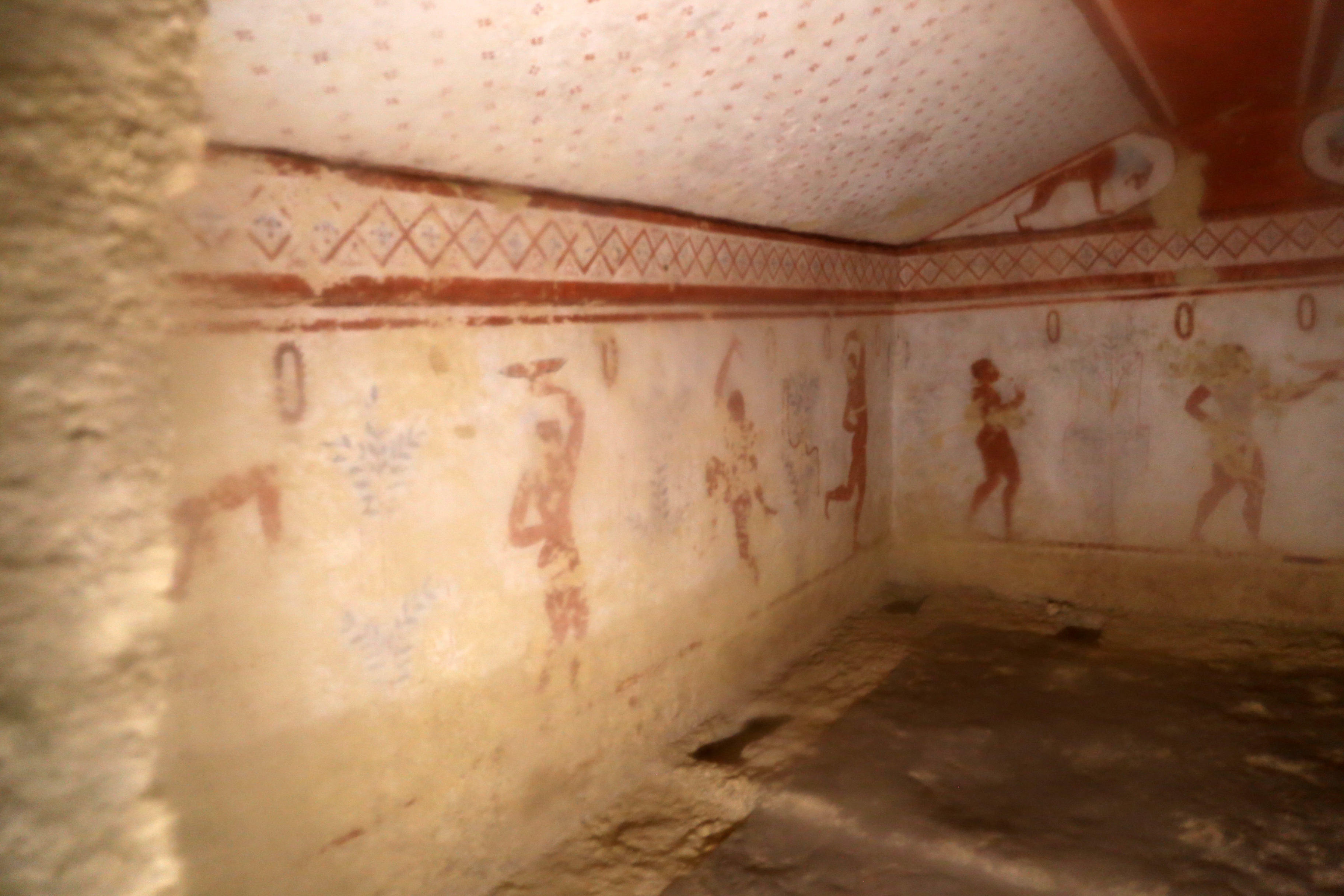
Linke Wand des Grabes

Die Tomba Moretti („Moretti-Grab“, in der Forschung meist als Grab 5591 bezeichnet) in der Monterozzi-Nekropole von Tarquinia wurde im Jahr 1986 entdeckt. Es handelt sich um eine kleine ausgemalte etruskische Grabkammer (4,12 × 3,03 × 2,18 Meter), die um 500 v. Chr. oder kurz danach datiert wird. Das Grab ist nach dem Archäologen Mario Moretti benannt, der sich um die Erforschung etruskischer Gräber einen Namen gemacht hatte.
Im Giebelfeld an den beiden Schmalwänden sind jeweils zwei Löwen dargestellt. Die Malereien in den Hauptfeldern auf den Wänden zeigen vor allem Musikanten, Tänzer und Jongleure. Wahrscheinlich ist eine der dargestellten Personen der oder die Tote. In anderen bemalten Gräber finden sich oftmals Bankettszenen, in denen die hier Bestatteten dargestellt wurden.
Zusammen mit der Tomba dei Baccanti, der Tomba Cardarelli, der Tomba del Teschio, der Tomba del Citaredo, der Tomba della Fustigazione und den Gräbern 4255 sowie 4260 wurde das Grab wahrscheinlich von einer in Tarquinia arbeitenden Werkstatt (Maestro dei Baccanti) ausgemalt, da die Malereien in diesen Gräbern zahlreiche Gemeinsamkeiten aufweisen.